# Hurikán Dean
Hurikán Dean byla tropická cyklóna, která se vytvořila v roce 2007 nad Atlantským oceánem. Podle Saffirovy–Simpsonovy stupnice hurikánů se řadí do páté kategorie. Počátky vytvoření lze vystopovat na západním pobřeží Afriky, kde se 11. srpna vytvořila tlaková níže a takzvaná Tropická vlna, kde se rozvíjela oblačnost a bouřky. Posunem na západ pak vlna zesilovala. Odhadovalo se, že Dean zasáhne státy Portoriko, Jamajka, Kuba, Kajmanské ostrovy, Haiti, Dominikánská republika, Belize, Mexiko a USA.

## Bezpečnostní opatření
Ve všech státech, kde hrozilo, že hurikán zasáhne, byla ustanovena veškerá možná bezpečnostní opatření, jako evakuace místních obyvatel, zavření veřejně přístupných míst (letiště, školy atp), zabezpečení lékařské a záchranářské služby atd. V nejnebezpečnějších místech platil zákaz vycházení.